# Тамбуряны
Тамбуряны (тат. Тәнбүрән) — деревня в Вагайском районе Тюменской области, входит в состав сельского поселения Карагайское.

## География
Деревня находится на берегу озера Тамбурень, недалеко протекает река Иртыш. 

## Население
| 2010 |
| ---- |
| 1    |

Постоянно проживает 1 человек. 